# Jardin du Delta
Le Jardin du delta est un ancien parc de loisirs, ouvert en 1819, entre les no  157 à 187 rue du Faubourg-Poissonnière, à Paris, succédant  à autre espace récréatif éphémère les  promenades égyptiennes établi au même emplacement. Les promenades égyptiennes comportaient des montagnes égyptiennes sur le même principe que les montagnes russes mais sans chalet d’accueil et avec des chars dépourvus de garde-corps.
Ce parc du Delta s'étendait sur une surface d'environ 3 hectares  au nord de la rue Pétrelle et proposait des attractions variées telles que feux d'artifice, courses en char et expériences de physiques ce qui ne suffit pas à assurer son succès. Le parc  ferma en 1824 et les  propriétaires du terrain ouvrirent la rue du Delta en 1825.
Une deuxième rue du Delta fut ensuite créée sur une autre partie du terrain de l'ancien parc qui correspond à la partie de la rue de Dunkerque de la rue du Faubourg-Poissonnière à la rue de Rochechouart.

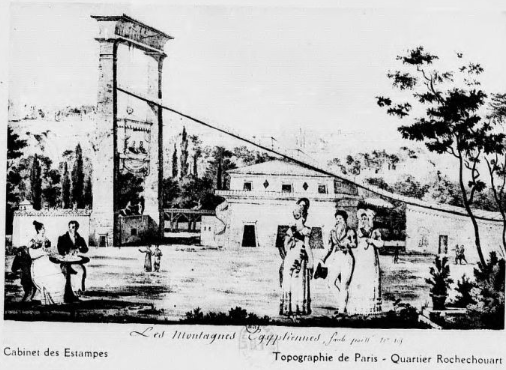
Jardin du Delta Montagnes égyptiennes
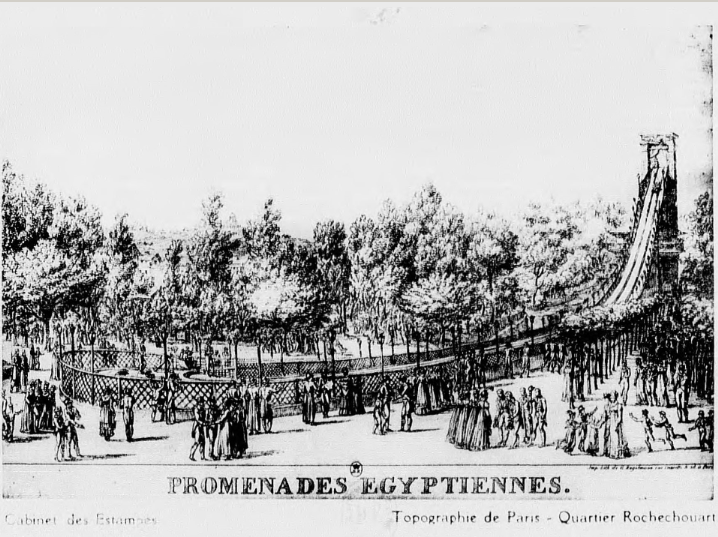
Promenades égyptiennes